# Cantón de Molières
El cantón de Molières era una división administrativa francesa, que estaba situada en el departamento de Tarn y Garona y la región de Mediodía-Pirineos.

## Composición
El cantón estaba formado por cinco comunas:
- Auty
- Labarthe
- Molières
- Puycornet
- Vazerac

## Supresión del cantón de Molières
En aplicación del Decreto n.º 2014-273 de 27 de febrero de 2014, el cantón de Molières fue suprimido el 22 de marzo de 2015 y sus 5 comunas pasaron a formar parte; tres del nuevo cantón de País de Serres Quercy-Sur y dos del nuevo cantón de Quercy-Aveyron.